# František Valošek
František Valošek, né le 12 juillet 1937 à Frýdek-Místek et mort le 31 juillet 2023, est un footballeur international tchécoslovaque. Il évoluait au poste d'attaquant.

## Biographie

### En club
František Valošek est joueur du FC Baník Ostrava de 1959 à 1966,,.

### En équipe nationale
International tchécoslovaque, il reçoit 6 sélections pour aucun but marqué en équipe de Tchécoslovaquie entre 1961 et 1965,.
Son premier match a lieu le 26 mars 1961 contre la Suède en amical (victoire 2-1).
Il dispute un match de qualification pour l'Euro 1964 le 21 novembre 1962 contre l'Allemagne de l'Est (défaite 1-2).
Ses deux derniers matchs en sélection ont lieu dans le cadre  des éliminatoires de la Coupe du monde 1966 : le 25 avril 1965 contre le Portugal (défaite 0-1) et le 30 mai 1965 contre la Roumanie (défaite 0-1).
Valošek fait partie de l'équipe de Tchécoslovaquie médaillée d'argent aux Jeux olympiques 1964. Il dispute cinq matchs lors de la compétition : il inscrit un but contre le Brésil (victoire 1-0) en phase de groupes. Il joue la finale perdue contre la Hongrie.

## Palmarès
Tchécoslovaquie olympique
- Jeux olympiques :
  -  Argent : 1964.